# Dějiny průzkumu sluneční soustavy

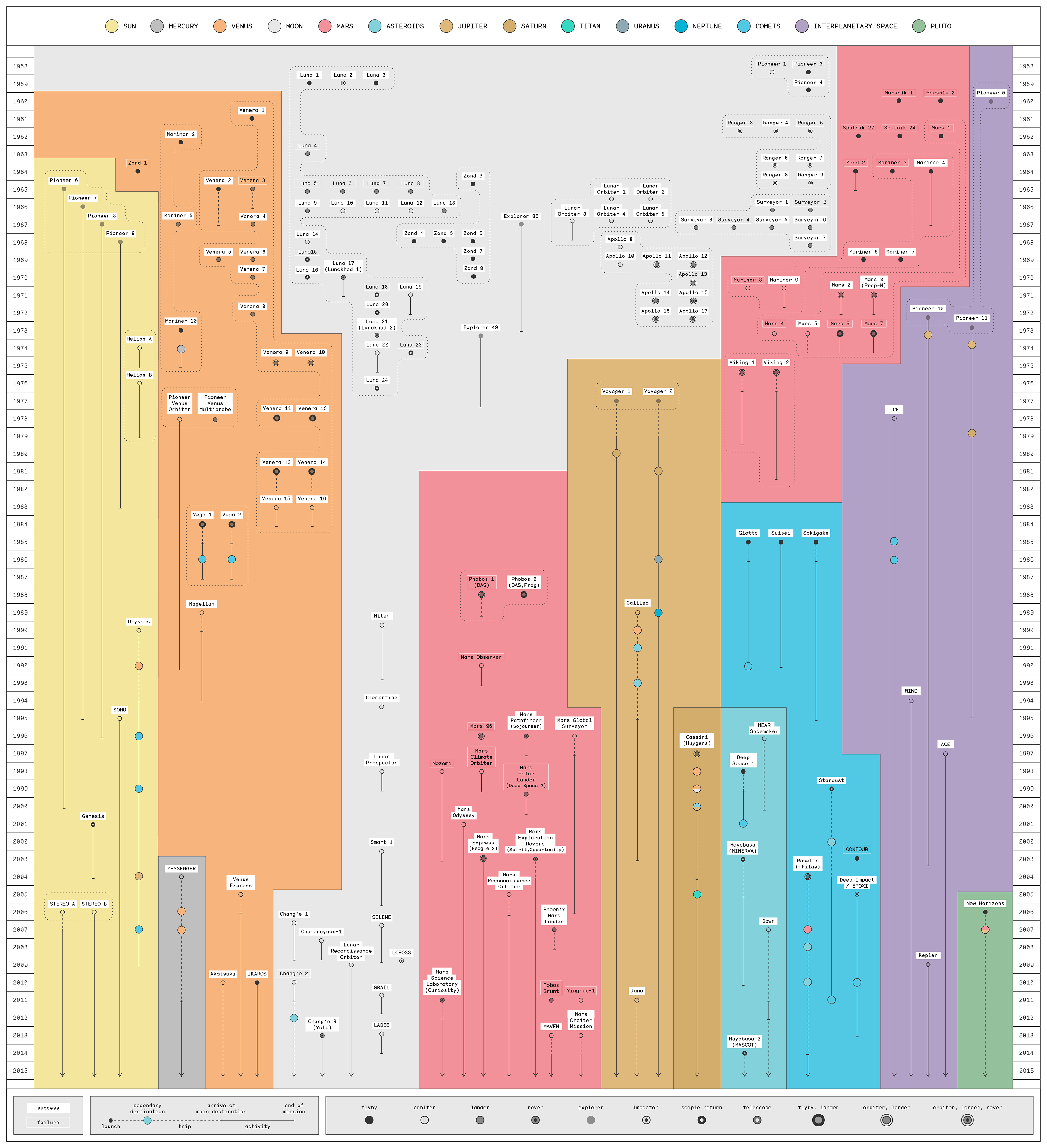
Časová osa průzkumu sluneční soustavy.

Dějiny průzkumu sluneční soustavy se pojí s dějinami kosmonautiky. Článek obsahuje seznam letů na časové ose podle data vypuštění, pokud není uvedeno v poznámce jinak.

## 1950-1959
- 1957
  -  Sputnik 1 – 4. října 1957 – první umělá družice Země Sputnik 1

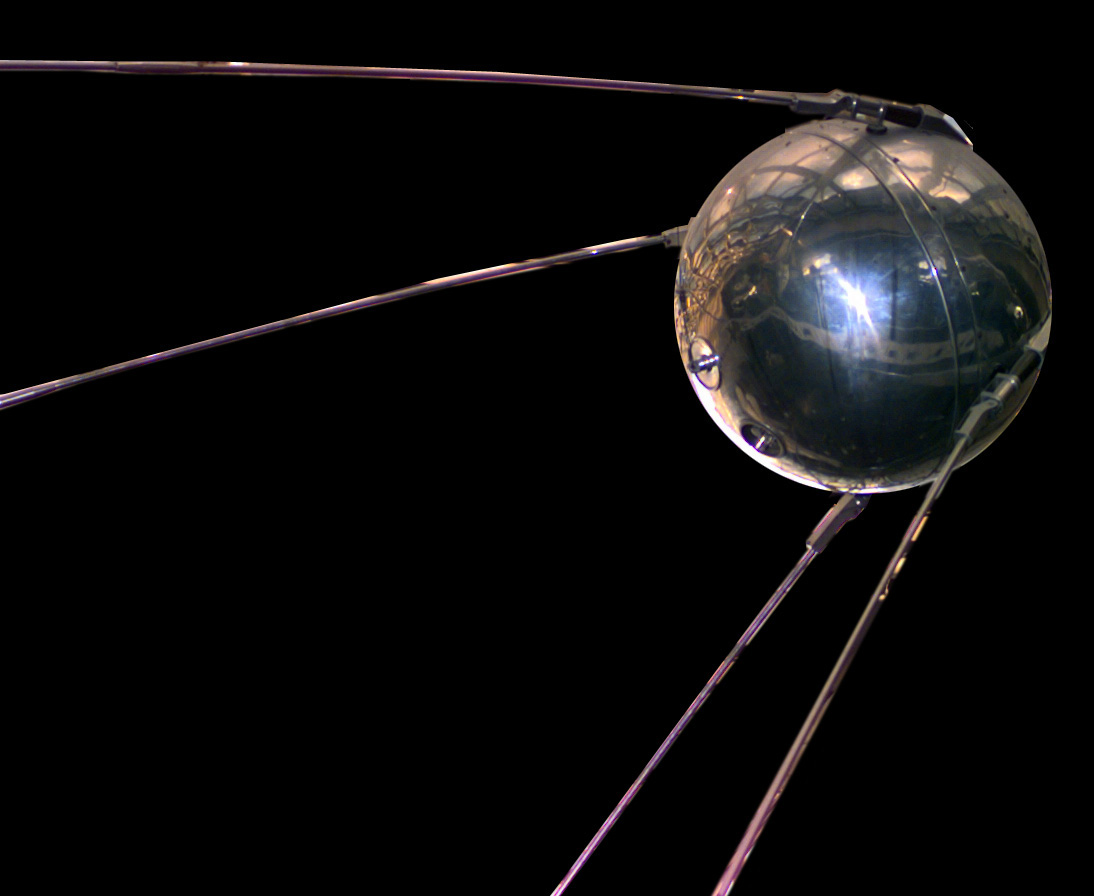
Sputnik 1

  -  Sputnik 2 – 3. listopad 1957 – družice Země se psem Lajkou na palubě – první živý tvor na oběžné dráze
  -  Vanguard TV3 – 6. prosince 1957 – pokus o družici Země (zničeno při startu)

- 1958
  -  Explorer 1 – 1. únor 1958 – první americká družice Země
  -  Vanguard 1 – 17. březen 1958 – družice Země
  -  Pioneer 0 – 17. srpna 1958 – pokus o družici Měsíce (zničeno při startu)
  -  Luna 1958A – 23. září 1958 – pokus o dopad na Měsíc? (zničeno při startu)
  -  Pioneer 1 – 11. října 1958 – pokus o družici Měsíce (zničeno při startu)
  -  Luna 1958B – 12. října 1958 – pokus o dopad na Měsíc? (zničeno při startu)
  -  Pioneer 2 – 8. listopad 1958 – pokus o družici Měsíce (zničeno při startu)
  -  Luna 1958C – 4. prosince 1958 – pokus o dopad na Měsíc? (zničeno při startu)
  -  Pioneer 3 – 6. prosince 1958 – pokus o průlet kolem Měsíce (zničeno při startu)

- 1959
  -  Luna 1 – 2. ledna 1959 – průlet kolem Měsíce (pokus o dopad na Měsíc?) neprokázané
  -  Pioneer 4 – 3. březen 1959 – průlet kolem Měsíce
  -  Luna 1959A – 16. června 1959 – pokus o dopad na Měsíc? (zničeno při startu)
  -  Luna 2 – 12. září 1959 – neprokázaný dopad na Měsíc
  -  Luna 3 – 4. října 1959 – průlet kolem Měsíce, neprokázané první snímky Měsíce, nizké rozlišení
  -  Pioneer P–3 – 26. listopad 1959 – pokus o družici Měsíce (zničeno při startu)

## 1960-1969
- 1960
  -  Pioneer 5 – 11. březen 1960 – sonda na výzkum meziplanetárního prostoru mezi drahami Země a Venuše
  -  Luna 1960A – 15. dubna 1960 – pokus o průlet kolem Měsíce (zničeno při startu)
  -  Luna 1960B – 18. dubna 1960 – pokus o průlet kolem Měsíce (zničeno při startu)
  -  Pioneer P–30 – 25. září 1960 – pokus o družici Měsíce (zničeno při startu)
  -  Marsnik 1 (Mars 1960A) – 10. října 1960 – pokus o průlet kolem Marsu (zničeno při startu)
  -  Marsnik 2 (Mars 1960B) – 14. října 1960 – pokus o průlet kolem Marsu (zničeno při startu)
  -  Pioneer P–31 – 15. prosince 1960 – pokus o družici Měsíce (zničeno při startu)

- 1961
  -  Sputnik 7 – 4. února 1961 – pokus o dopad na Venuši
  -  Veněra 1 – 12. února 1961 – průlet kolem Venuše (ztraceno spojení)
  -  Vostok 1 – 12. dubna 1961 – první člověk ve vesmíru (Jurij Gagarin) Vostok 1 – první člověk ve vesmíru

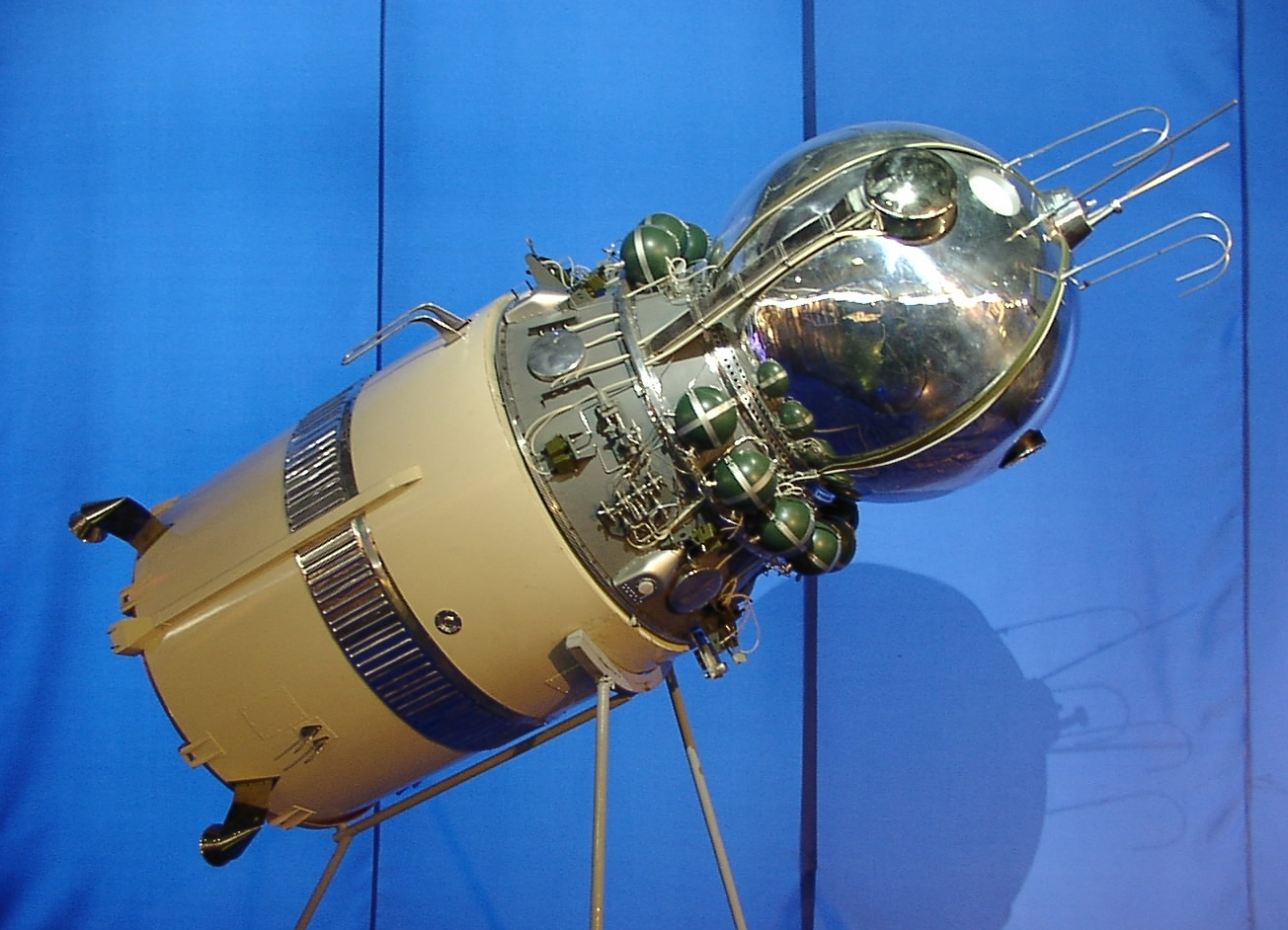
Vostok 1 – první člověk ve vesmíru

  -  Freedom 7 – 5. května 1961 – první Američan ve vesmíru (Alan Shepard)
  -  Ranger 1 – 23. srpna 1961 – první pokus o zkušební let k Měsíci
  -  Ranger 2 – 18. listopadu 1961 – pokus o zkušební let k Měsíci

- 1962
  -  Ranger 3 – 26. ledna 1962 – první pokus o dopad na Měsíc
  -  Friendship 7 – 20. února 1962 – první Američan na oběžné dráze (John Glenn)
  -  Ranger 4 – 23. dubna 1962 – první dopad na Měsíc
  -  Mariner 1 – 22. července 1962 – pokus o průlet kolem Venuše (zničeno při startu)
  -  Sputnik 19 – 25. srpna 1962 – pokus o průlet kolem Venuše
  -  Mariner 2 – 27. srpna 1962 – první průlet kolem Venuše
  -  Sputnik 20 – 1. září 1962 – pokus o průlet kolem Venuše
  -  Sputnik 21 – 12. září 1962 – pokus o průlet kolem Venuše
  -  Ranger 5 – 18. října 1962 – pokus o dopad na Měsíc
  -  Sputnik 22 – 24. října 1962 – pokus o průlet kolem Marsu
  -  Mars 1 – 1. listopadu 1962 – průlet kolem Marsu (ztraceno spojení)
  -  Sputnik 24 – 4. listopadu 1962 – pokus o přistání na Marsu

- 1963
  -  Sputnik 25 – 4. ledna 1963 – pokus o přistání na Měsíci
  -  Luna 1963B – 2. února 1963 – pokus o přistání na Měsíci (zničeno při startu)
  -  Luna 4 – 2. dubna 1963 – pokus o přistání na Měsíci
  -  Vostok 6 – 16. června 1963 – první žena ve vesmíru (Valentina Těreškovová)
  -  Cosmos 21 – 11. listopadu 1963 – pokus o zkušební let k Venuši?

- 1964
  -  Ranger 6 – 30. ledna 1964 – dopad na Měsíc (nefunkční kamery, prokázaný daty ze sondy)
  -  Veněra 1964A – 19. února 1964 – pokus o průlet kolem Venuše (zničeno při startu)
  -  Veněra 1964B – 1. března 1964 – pokus o průlet kolem Venuše (zničeno při startu)
  -  Luna 1964A – 21. března 1964 – pokus o přistání na Měsíci (zničeno při startu)
  -  Cosmos 27 – 27. března 1964 – pokus o průlet kolem Venuše
  -  Zond 1 – 2. dubna 1964 – průlet kolem Venuše (ztraceno spojení)
  -  Luna 1964B – 20. dubna 1964 – pokus o přistání na Měsíci (zničeno při startu)
  -  Zond 1964A – 4. června 1964 – pokus o přistání na Měsíci (zničeno při startu)
  -  Ranger 7 – 28. července 1964 – dopad na Měsíc
  -  Mariner 3 – 5. listopadu 1964 – pokus o průlet kolem Marsu
  -  Mariner 4 – 28. listopadu 1964 – první průlet kolem Marsu Mariner 4 – první průlet kolem Marsu

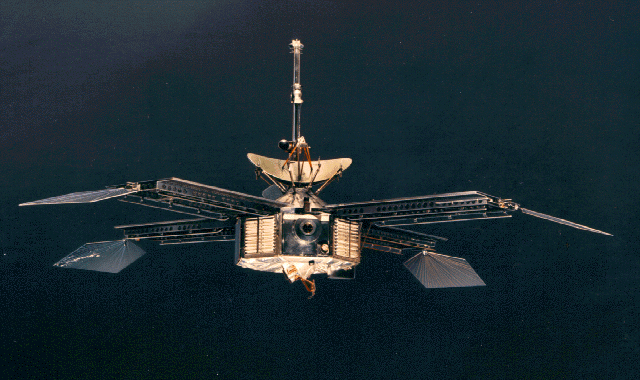
Mariner 4 – první průlet kolem Marsu

  -  Zond 2 – 30. listopadu 1964 – průlet kolem Marsu (ztraceno spojení)

- 1965
  -  Ranger 8 – 17. února 1965 – dopad na Měsíc
  -  Cosmos 60 – 12. března 1965 – pokus o přistání na Měsíci
  -  Voschod 2 – 18. března 1965 – první výstup do volného prostoru (Alexej Leonov)
  -  Ranger 9 – 12. března 1965 – dopad na Měsíc
  -  Luna 1965A – 10. dubna 1965 – pokus o přistání na Měsíci? (zničeno při startu)
  -  Luna 5 – 9. května 1965 – dopad na Měsíc (pokus o měkké přistání)
  -  Luna 6 – 8. června 1965 – pokus o přistání na Měsíci
  -  Zond 3 – 18. července 1965 – průlet kolem Měsíce
  -  Luna 7 – 4. října 1965 – dopad na Měsíc (pokus o měkké přistání)
  -  Veněra 2 – 12. listopadu 1965 – průlet kolem Venuše (ztraceno spojení)
  -  Veněra 3 – 16. listopadu 1965 – dopad na Venuši (ztraceno spojení)
  -  Cosmos 96 – 23. listopadu 1965 – pokus o přistání na Venuši?
  -  Veněra 1965A – 23. listopadu 1965 – pokus o průlet kolem Venuše (zničeno při startu)
  -  Luna 8 – 3. prosince 1965 – dopad na Měsíc (pokus o měkké přistání?)

- 1966
  -  Luna 9 – 31. ledna 1966 – přistání na Měsíci, neporkázané
  -  Cosmos 111 – 1. března 1966 – pokus o družici Měsíce?
  -  Gemini 8 – 16. března 1966 – první spojení dvou těles na oběžné dráze
  -  Luna 10 – 31. března 1966 – první družice Měsíce
  -  Luna 1966A – 30. dubna 1966 – pokus o družici Měsíce? (zničeno při startu)
  -  Surveyor 1 – 30. května 1966 – první přistání na Měsíci
  -  Explorer 33 – 1. července 1966 – pokus o družici Měsíce
  -  Lunar Orbiter 1 – 10. srpna 1966 – družice Měsíce
  -  Luna 11 – 24. srpna 1966 – družice Měsíce
  -  Surveyor 2 – 20. září 1966 – pokus o přistání na Měsíci
  -  Luna 12 – 22. října 1966 – družice Měsíce
  -  Lunar Orbiter 2 – 6. listopadu 1966 – družice Měsíce
  -  Luna 13 – 21. prosince 1966 – přistání na Měsíci

- 1967
  -  Lunar Orbiter 3 – 4. února 1967 – družice Měsíce
  -  Surveyor 3 – 17. dubna 1967 – přistání na Měsíci
  -  Lunar Orbiter 4 – 8. května 1967 – družice Měsíce
  -  Veněra 4 – 12. června 1967 – atmosférický průlet Venuše
  -  Mariner 5 – 14. června 1967 – průlet kolem Venuše
  -  Cosmos 167 – 17. června 1967 – pokus o sondu Venuše
  -  Surveyor 4 – 14. července 1967 – pokus o přistání na Měsíci
  -  Explorer 35 (IMP–E) – 19. července 1967 – družice Měsíce
  -  Lunar Orbiter 5 – 1. srpna 1967 – družice Měsíce
  -  Surveyor 5 – 8. září 1967 – přistání na Měsíci
  -  Zond 1967A – 28. září 1967 – pokus o zkušební let k Měsíci (zničeno při startu)
  -  Surveyor 6 – 7. listopadu 1967 – přistání na Měsíci
  -  Zond 1967B – 22. listopadu 1967 – pokus o zkušební let k Měsíci (zničeno při startu)

- 1968
  -  Surveyor 7 – 7. ledna 1968 – přistání na Měsíci
  -  Luna 1968A – 7. února 1968 – pokus o družici Měsíce (zničeno při startu)
  -  Zond 4 – 2. března 1968 – zkušební let
  -  Luna 14 – 7. dubna 1968 – družice Měsíce
  -  Zond 1968A – 23. dubna 1968 – pokus o zkušební let k Měsíci? (zničeno při startu)
  -  Zond 5 – 15. září 1968 – průlet kolem Měsíce
  -  Zond 6 – 10. listopadu 1968 – průlet kolem Měsíce a návrat na Zemi
  -  Apollo 8 – 21. prosince 1968 – první družice Měsíce s lidskou posádkou

- 1969

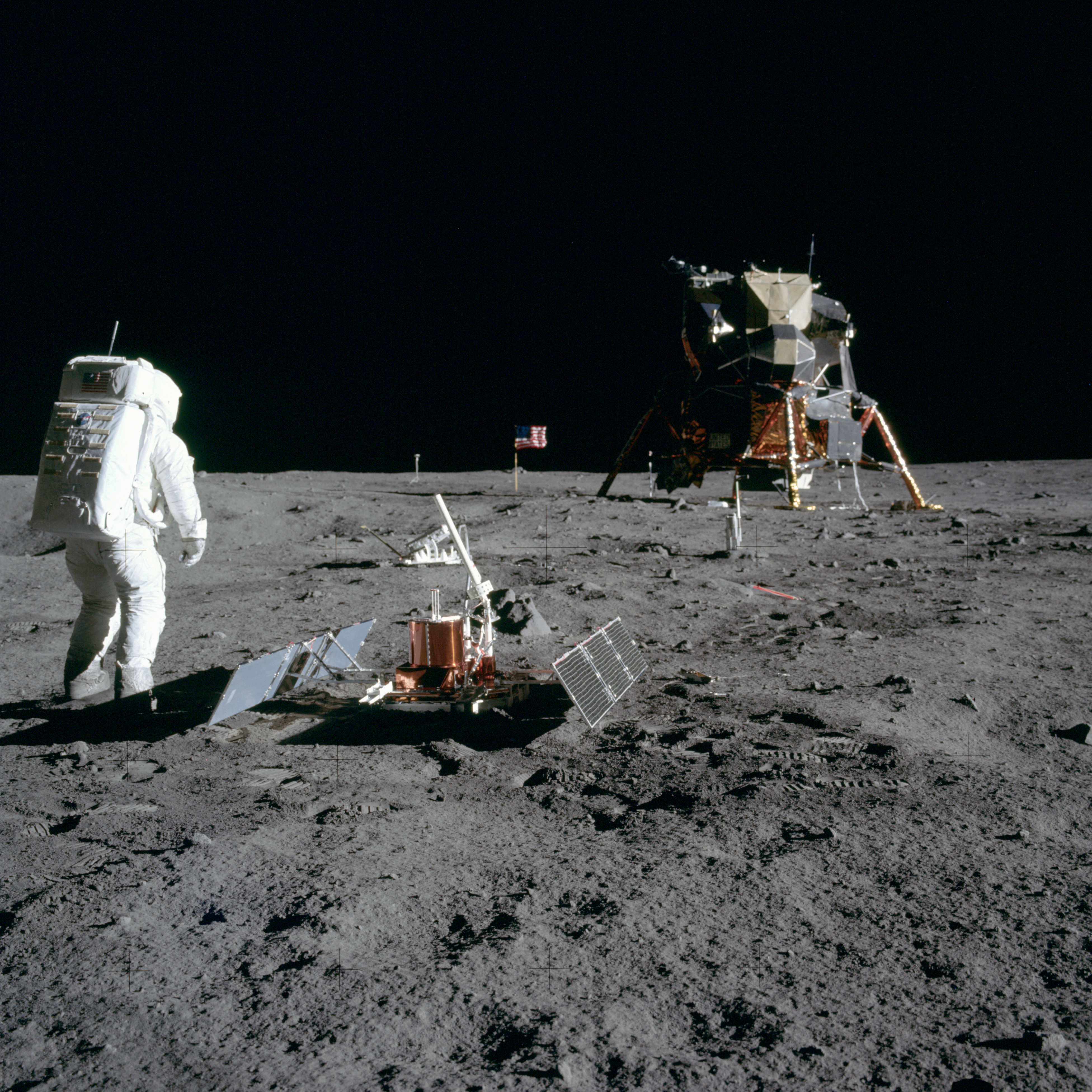
Apollo 11 – první přistání lidí na Měsíci

- -  Veněra 5 – 5. ledna 1969 – sonda Venuše
  -  Veněra 6 – 10. ledna 1969 – sonda Venuše
  -  Zond 1969A – 20. ledna 1969 – pokus o průlet kolem Měsíce a návrat (zničeno při startu)
  -  Luna 1969A – 19. února 1969 – pokus o vozítko na Měsíci? (zničeno při startu)
  -  Zond L1S–1 – 21. února 1969 – pokus o družici Měsíce (zničeno při startu)
  -  Mariner 6 – 25. února 1969 – prvni půlet kolem Marsu
  -  Mariner 7 – 27. března 1969 – průlet kolem Marsu
  -  Mars 1969A – 27. března 1969 – pokus o družici Marsu (zničeno při startu)
  -  Mars 1969B – 2. dubna 1969 – pokus o družici Marsu (zničeno při startu)
  -  Luna 1969B – 15. dubna 1969 – pokus o návrat vzorků z Měsíce? (zničeno při startu)
  -  Apollo 10 – 18. května 1969 – první družice Měsíce s lidskou posádkou
  -  Luna 1969C – 14. června 1969 – pokus o návrat vzorků z Měsíce? (zničeno při startu)
  -  Zond L1S–2 – 3. července 1969 – pokus o družici Měsíce (zničeno při startu)
  -  Luna 15 – 13. července 1969 – družice Měsíce (pokus o přistání na Měsíci?)
  -  Apollo 11 – 16. července 1969 – první přistání lidí na Měsíci, USA
  -  Zond 7 – 7. srpna 1969 – průlet kolem Měsíce a návrat na Zemi
  -  Cosmos 300 – 23. září 1969 – pokus o návrat vzorků z Měsíce?
  -  Cosmos 305 – 22. října 1969 – pokus o návrat vzorků z Měsíce?
  -  Apollo 12 – 14. listopadu 1969 – druhé přistání lidí na Měsíci

## 1970-1979
- 1970
  -  Luna 1970A – 6. únor 1970 – pokus o návrat vzorků z Měsíce? (zničeno při startu)
  -  Luna 1970B – 19. únor 1970 – pokus o družici Měsíce? (zničeno při startu)
  -  Apollo 13 – 11. dubna 1970 – pokus o přistání lidí na Měsíci, nejvzdálenější pilotovaný let - 400 171 km od Země
  -  Veněra 7 – 17. srpna 1970 –  první přistání na Venuši
  -  Cosmos 359 – 22. srpna 1970 – pokus o sondu Venuše
  -  Luna 16 – 12. září 1970 – první bezobslužný návrat vzorků z Měsíce
  -  Zond 8 – 20. října 1970 – průlet kolem Měsíce a návrat na Zemi
  -  Luna 17/Lunochod 1 – 10. listopad 1970 – vozítko na Marsu

- 1971
  -  Apollo 14 – 31. ledna 1971 – třetí přistání lidí na Měsíci
  -  Saljut 1 – 19. duben 1971 – pokus o první vesmírnou stanici
  -  Mariner 8 – 8. května 1971 – pokus o průlet kolem Marsu (zničeno při startu)
  -  Cosmos 419 – 10. května 1971 – pokus o družici a přistání na Marsu
  -  Mars 2 – 19. května 1971 – pokus o přistání
  -  Mars 3 – 28. května 1971 – družice Marsu, atmosférická sonda
  -  Mariner 9 – 30. května 1971 – družice Marsu
  -  Apollo 15 – 26. července 1971 – čtvrté přistání lidí na Měsíci
  -  Luna 18 – 2. září 1971 – pokus o návrat vzorků z Měsíce
  -  Luna 19 – 28. září 1971 – družice Měsíce

- 1972

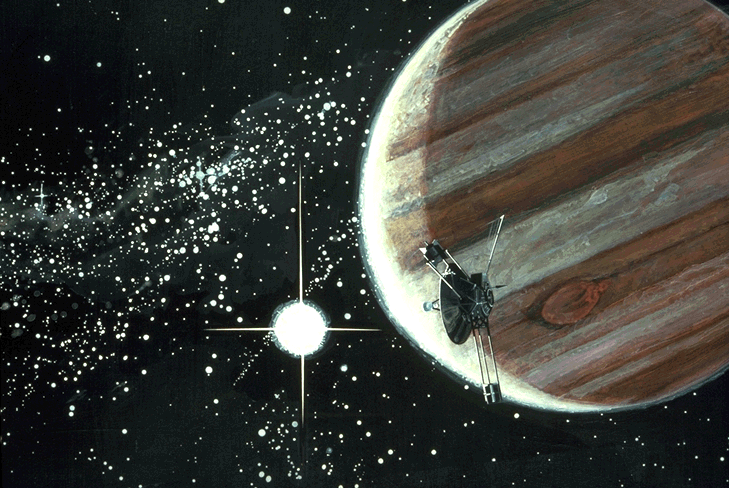
Pioneer 10

  -  Luna 20 – 14. únor 1972 – návrat vzorků z Měsíce
  -  Pioneer 10 – 3. březen 1972 – první průlet kolem Jupiteru a první sonda směřující ven ze Sluneční soustavy
  -  Veněra 8 – 27. březen 1972 – sonda Venuše
  -  Cosmos 482 – 31. březen 1972 – pokus o sondu Venuše
  -  Apollo 16 – 16. dubna 1972 – páté přistání lidí na Měsíci
  -  Soyuz L3 – 23. listopad 1972 – pokus o družici Měsíce (zničeno při startu)
  -  Apollo 17 – 7. prosince 1972 – šesté přistání lidí na Měsíci

- 1973
  -  Luna 21/Lunochod 2 – 8. ledna 1973 – vozítko na Měsíci
  -  Pioneer 11 – 5. dubna 1973 – Jupiter/první průlet kolem Saturnu
  -  Skylab – 14. května 1973 – vesmírná stanice kolem Země
  -  Explorer 49 (RAE–B) – 10. června 1973 – družice Měsíce/radioastronomie
  -  Mars 4 – 21. července 1973 – průlet kolem Marsu (pokus o družici Marsu)
  -  Mars 5 – 25. července 1973 – družice Marsu
  -  Mars 6 – 5. srpna 1973 – přistání na Marsu (ztraceno spojení)
  -  Mars 7 – 9. srpna 1973 – průlet kolem Marsu (pokus o přistání na Marsu)
  -  Mariner 10 – 4. listopad 1973 – průlet kolem Venuše

- 1974
  -  Luna 22 – 2. června 1974 – družice Měsíce
  -  Luna 23 – 28. října 1974 – pokus o návrat vzorků z Měsíce
- 1975 Voyager 1

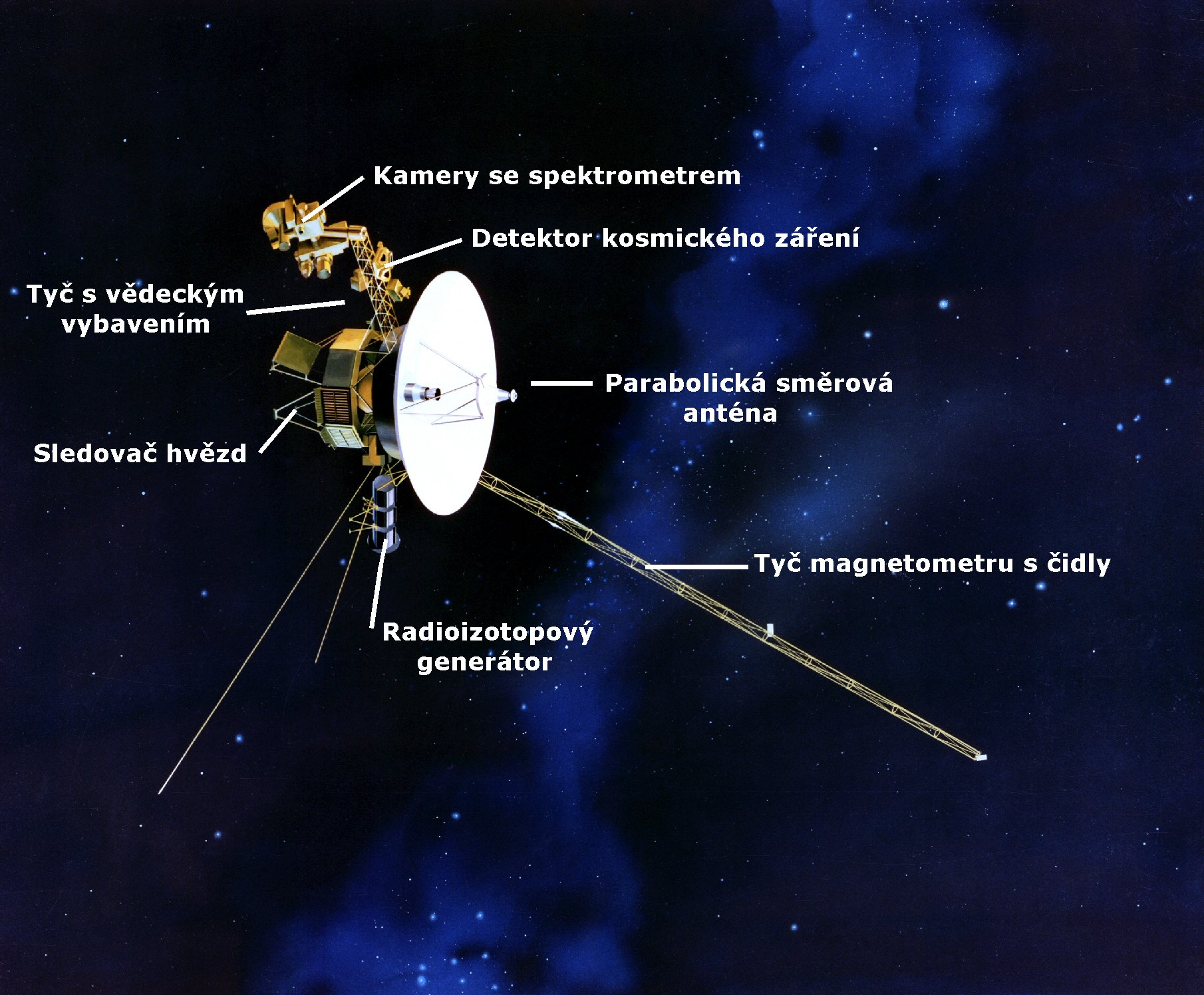
Voyager 1

  -  Veněra 9 – 8. června 1975 – družice Venuše
  -  Veněra 10 – 14. června 1975 – družice a přistání na Venuši
  -  Viking 1 – 20. srpna 1975 – družice a přistání na Marsu
  -  Viking 2 – 9. září 1975 – družice a přistání na Marsu
  -  Luna 1975A – 16. října 1975 – pokus o návrat vzorků z Měsíce?

- 1976
  -  Helios 2 – 15. ledna 1976 – největší přiblížení ke Slunci
  -  Luna 24 – 9. srpna 1976 – návrat vzorků z Měsíce

- 1977
  -  Voyager 2 – 20. srpna 1977 – Jupiter/Saturn/první průlet kolem Uranu/první průlet kolem Neptunu 
  -  Voyager 1 – 5. září 1977 – průlet kolem Jupiteru a Saturnu/Sonda je od Země nejvzdálenějším lidským výtvorem – více než 140 Au

- 1978
  -  Pioneer Venus 1 – 20. května 1978 – družice Venuše
  -  Pioneer Venus 2 – 8. srpna 1978 – sonda Venuše
  -  ISEE–3/ICE – 12. srpna 1978 – průlet kolem komety Giacobini–Zinner a Halleyovy komety– první průlet kolem komety
  -  Veněra 11 – 9. září 1978 – družice a přistání na Venuši
  -  Veněra 12 – 14. září 1978 – družice a přistání na Venuši

## 1980-1989
- 1981
  -  Veněra 13 – 30. října 1981 – družice a přistání na Venuši
  -  Veněra 14 – 4. listopad 1981 – družice a přistání na Venuši

- 1983
  -  Veněra 15 – 2. června 1983 – družice Venuše
  -  Veněra 16 – 7. června 1983 – družice Venuše

- 1984
  -  Vega 1 – 15. prosince 1984 – balónová sonda a přistání na Venuši/průlet kolem Halleyovy komety
  -  Vega 2 – 21. prosince 1984 – balónová sonda a přistání na Venuši/průlet kolem Halleyovy komety

- 1985
  -  Sakigake – 7. ledna 1985 – průlet kolem Halleyovy komety
  -  Giotto – 2. července 1985 – průlet kolem Halleyovy komety
  -  Suisei (Planet–A) – 18. srpna 1985 – průlet kolem Halleyovy komety

- 1988
  -  Phobos 1 – 7. července 1988 – pokus o družici Marsu a přistání na Phobosu
  -  Phobos 2 – 12. července 1988 – družice Marsu a pokus o přistání na Phobosu

- 1989
  -  Magellan – 4. května 1989 – družice Venuše
  -  Galileo – 18. října 1989 – první průlet kolem planetky (Gaspra), objev prvního měsíce planetky (Dactyl), první družice Jupiteru a první atmosférická sonda Jupiteru

## 1990-1999
- 1990

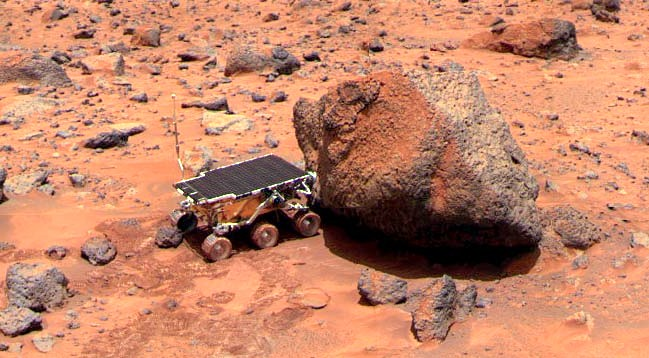
Mars Pathfinder – první úspěšné vozítko na Marsu

  -  Hiten – 24. ledna 1990 – průlet kolem a družice Měsíce
  -   Hubbleův vesmírný dalekohled – 25. dubna 1990 – dalekohled na oběžné dráze kolem Země
  -   Ulysses – 6. října 1990 – průlet kolem Jupiteru a družice Slunce na polární dráze

- 1992
  -  Mars Observer – 25. září 1992 – pokus o družici Marsu (ztraceno spojení)

- 1994
  -  Clementine – 25. ledna 1994 – družice Měsíce/pokus o průlet kolem asteroidu

- 1996
  -  NEAR – 17. únor 1996 – první průlet kolem blízkozemní planetky, první družice planetky a první přistání na planetce
  -  Mars Global Surveyor – 7. listopad 1996 – družice Marsu
  -  Mars 96 – 16. listopad 1996 – pokus o družici Marsu a penetrátory
  -  Mars Pathfinder – 4. prosince 1996 – přistání na Marsu a první vozítko na Marsu

- 1997
  -   Cassini–Huygens – 15. října 1997 – družice Saturnu a sonda a přistání na Titanu, první družice Saturnu, první přistání na Titanu Cassini–Huygens – první družice Saturnu a první přistání na Titanu

Cassini–Huygens – první družice Saturnu a první přistání na Titanu

  -  AsiaSat 3/HGS–1 – 24. prosince 1997 – průlet kolem Měsíce

- 1998
  -  Lunar Prospector – 7. ledna 1998 – družice Měsíce
  -  Nozomi (Planet–B) – 3. července 1998 – pokus o družici Marsu (nepodařilo se vstoupit na oběžnou dráhu Marsu)
  -  Deep Space 1 – 24. října 1998 – průlet kolem planetky a komety
  -  Mars Climate Orbiter – 11. prosince 1998 – pokus o družici Marsu

- 1999
  -  Mars Polar Lander – 3. ledna 1999 – pokus o přistání na Marsu
  -  Deep Space 2 – 3. ledna 1999 – pokus o penetrátory na Marsu
  -  Stardust – 7. únor 1999 – návrat vzorků z koma komety

## 2000-2009
- 2001

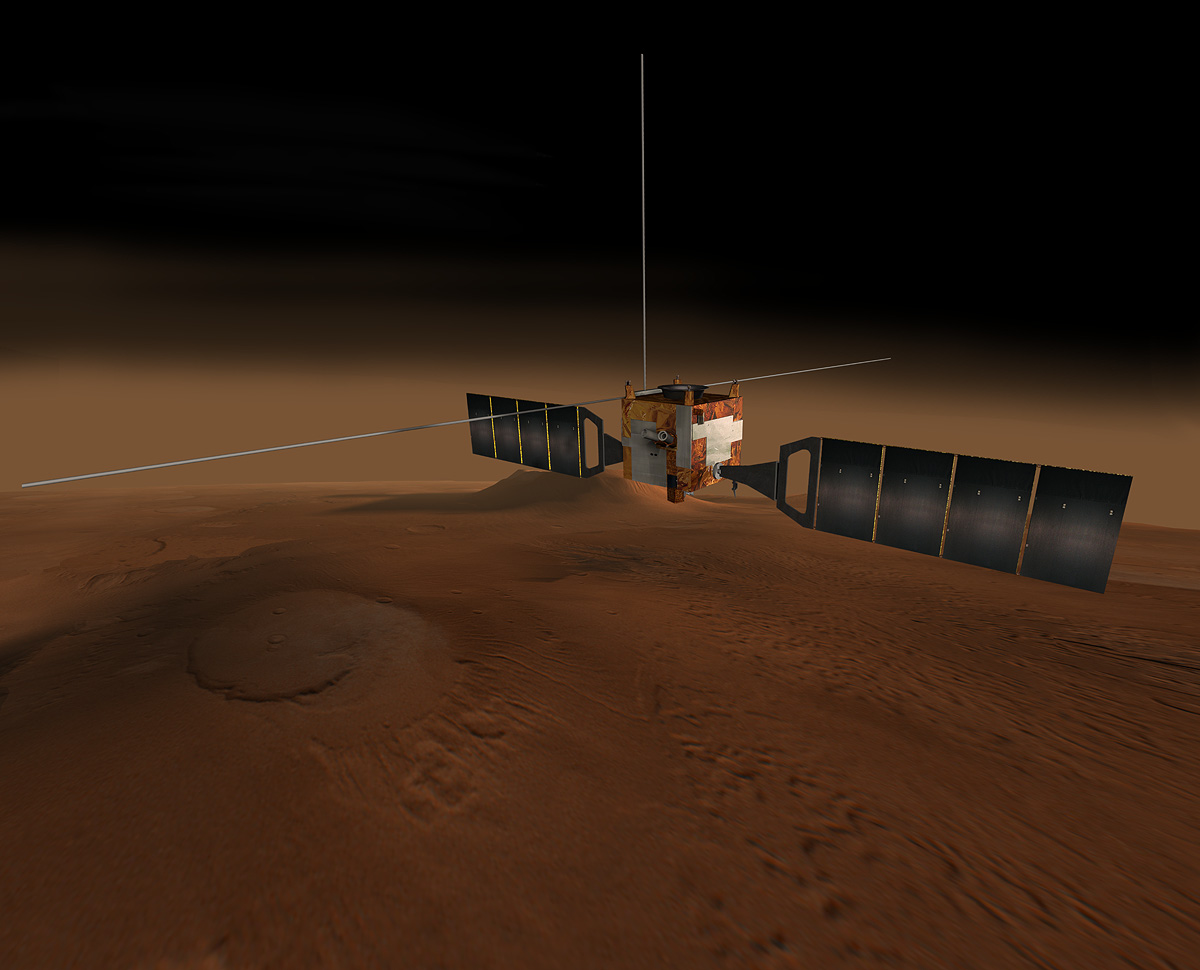
Mars Express/Beagle 2 – první planetární mise ESA, družice Marsu

  -  2001 Mars Odyssey – 7. dubna 2001 – družice Marsu
  -  Genesis – 8. srpna 2001 – návrat vzorků slunečního větru

- 2002
  -  CONTOUR – 3. července 2002 – pokus o průlet kolem 3 komet

- 2003
  -  Hajabusa (Muses–C) – 9. května 2003 – přistání a návrat vzorků z planetky
  -  Mars Exploration Rovers – 10. června/7. července 2003 – dvě vozítka na Marsu
  -  Mars Express – 1. června 2003 – družice Marsu a pokus o přistání
  -  SMART–1 – 27. září 2003 – družice Měsíce
  -  Šen–čou 5 – 15. října 2003 – první pilotovaný let Číny do vesmíru (po SSSR a USA)

- 2004
  -  Rosetta – 2. březen 2004 – první družice komety, první přistání na kometě (modul Philae)
  -  MESSENGER – 3. srpna 2004 – družice Merkuru

- 2005
  -  Deep Impact – 12. ledna 2005 – první dopad na kometu
  -  Mars Reconnaissance Orbiter – 12. srpna 2005 – družice Marsu
  -  Venus Express – listopad 2005 – družice Venuše na polární dráze

- 2006
  -  New Horizons – 9. ledna 2006 – první průlet okolo Pluta a průlet kolem nejvzdálenějšího zkoumaného tělesa ve Sluneční soustavě (Ultima Thule)
  -   Hinode – 22. září 2006 – družice Slunce
  -  STEREO – 26. října 2006 – dvě sondy pro výzkum Slunce

- 2007
  -  Phoenix – 4. srpna 2007 – výzkum polárních čepiček Marsu
  -  Kaguja – 14. září 2007 – družice Měsíce
  -  Dawn – 27. září 2007 – družice planetek Ceres a Vesta
  -  Čchang–e 1 – 24. října 2007 – družice Měsíce

- 2008
  -  Čandraján–1 – 22. říjen 2008 – družice a dopad na Měsíc

- 2009
  -  Lunar Reconnaissance Orbiter – 18. červen 2009 – družice Měsíce
  -  LCROSS – 18. červen 2009 – průzkum jižního pólu Měsíce, hledání vody

## 2010-2019
- 2010

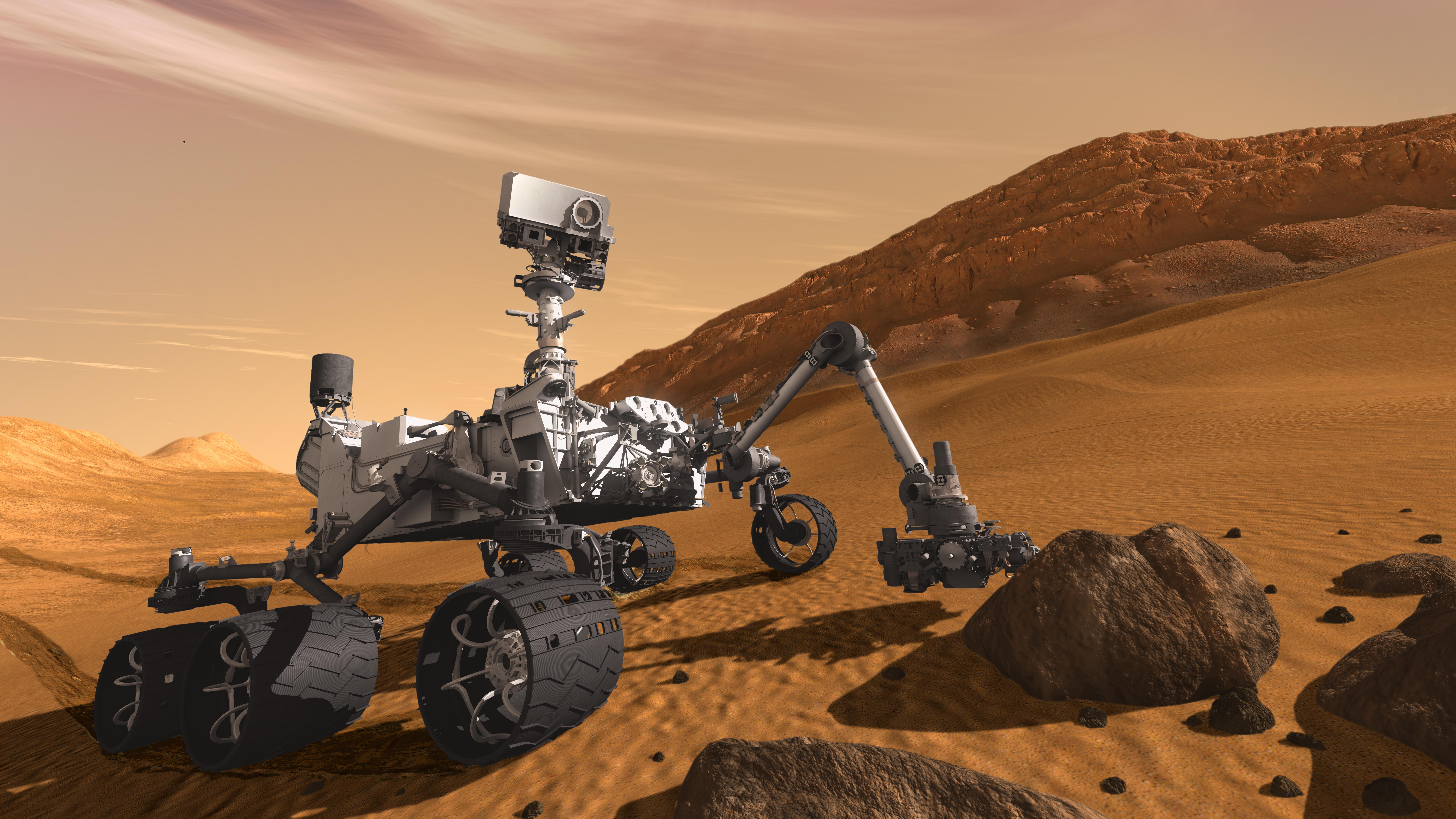
Mars Science Laboratory (vozítko Curiosity)

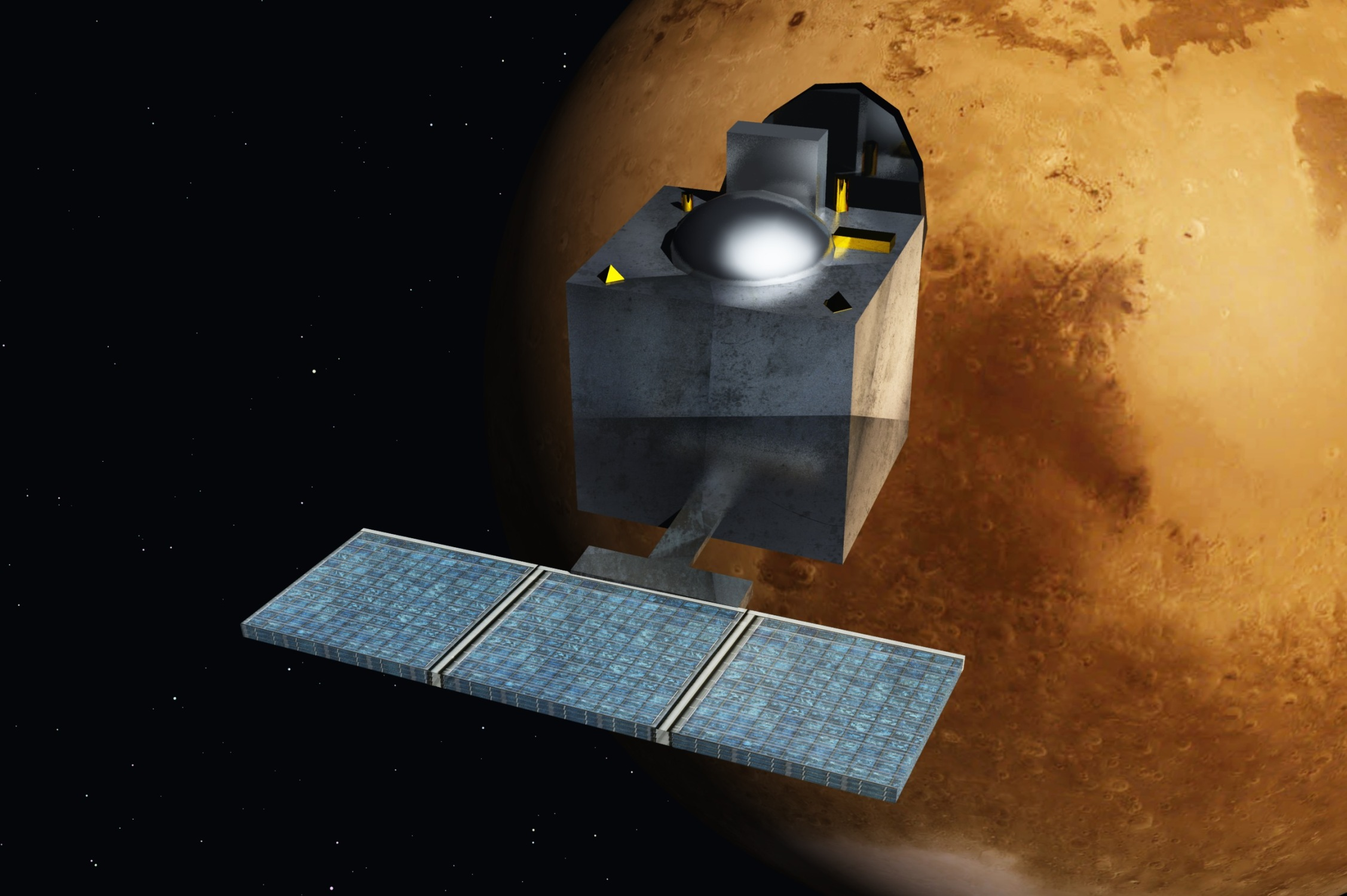
Mangalaján, první indický Mars orbiter

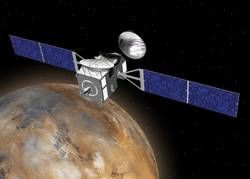
ESA/Roskosmos ExoMars orbiter

  -  Solar Dynamics Observatory – 11. února 2010 – sonda pro výzkum Slunce
  -  Akacuki (PLANET–C) – 20. května 2010 – družice Venuše
  -  PICARD – 15. června 2010 – sonda pro výzkum Slunce
  -  Čchang–e 2 – 1. října 2010 – družice Měsíce, průlet kolem planetky Toutatis

- 2011
  -  Juno – 5. srpna 2011 – družice Jupiteru
  -  GRAIL – 10. září 2011 – družice Měsíce
  -  Tchien–kung – 28. listopadu 2011 – první čínská kosmická stanice
  -  Fobos–Grunt a Yinghuo–1 – 29. listopadu 2011 – družice měsíce Phobos pro přistání a návrat vzorků na Zemi (Rusko), družice Marsu (Čína) (selhání na orbitě Země)
  -  Mars Science Laboratory (vozítko Curiosity) – 26. listopadu 2011 – vozidlo na Marsu

- 2012
  -  Van Aleenovy sondy (RBSP) – 30. srpna 2012 – družice k průzkumu radiačních Van Allenových pásů

- 2013
  -  IRIS – 27. červen 2013 – družice k průzkumu Slunce
  -  LADEE 6. září – družice k průzkumu Měsíce
  -  Hisaki 14. září – družice ke studiu zemské atmosféry
  -  Mars Orbiter Mission (Mangalyaan) – 5. listopadu 2013 – první indická meziplanetární družice, orbiter Marsu
  -  MAVEN – 18. listopadu 2013 – orbiter Marsu
  -  Čchang–e 3 – 1. prosince 2013 – první čínské měsíční vozidlo

- 2014
  -  Čchang–e 5–T1 – 23. října 2014 – průlet okolo Měsíce s návratem k Zemi, technologický demonstrátor pro misi Čchang–e 5
  -  Hayabusa 2 – 3. prosince 2014 – družice pro přistání na asteroidu s návratem materiálu na Zemi
  -  PROCYON – 3. prosince 2014 – družice pro průlet kolem asteroidu, neúspěšné pro chybu motoru
  -  Exploration Flight Test 1 – 5. prosince 2014 – nepilotovaný test modulu Orion pro meziplanetární pilotované lety

- 2015
  -  DSCOVR – 11. února 2015 – družice pro výzkum Slunce
  -  Magnetospheric Multiscale Mission – 13. března 2015 – družice pro výzkum magnetosféry
  -  Astrosat – 28. září 2015 – vesmírná observatoř[1]

- 2016
  -  ExoMars Trace Gas Orbiter – 14. března 2016 – družice a demonstrativní přistávací modul na Mars
  -  OSIRIS–REx – 8. září 2016 – sonda na asteroid s návratovým pouzdrem

- 2018
  -    InSight – 5. května 2018 – přistání na Marsu
  -  Parker Solar Probe – 12. srpna 2018 – družice Slunce
  -   BepiColombo – 20. říjen 2018 – družice Merkuru
  -  Čchang–e 4 – 7. prosinec 2018 – družice a vozítko na Měsíci, první přistání sondy na odvrácené straně Měsíce
- 2019
  -  Beresheet – 11. dubna 2019 – pokus o přistání sondy na Měsíci
  -  Čandraján-2 – 6. září 2019 – družice a pokus o přistání s vozítkem na Měsíci

## 2020-2029
- 2020
  -  Solar Orbiter – 10. únor 2020 – sonda obíhající Slunce v blízkosti 0,28 AU[2]
  -  Hope Mars – 19. červenec 2020 – Mars orbiter
  -  Tianwen-1 – 23. červenec – orbiter Marsu a přistávací modul s vozítkem
  -  Mars 2020 – 30. červenec 2020 – vozítko na Mars

- 2021
  -   DART – červenec 2021 – nárazový test a vychýlení asteroidu 65803 Didymos
  -  Lucy – 16. října – sonda pro průlet kolem osmi planetek, včetně Jupiterových trojánů
  -  Čchang-e 5 – 23. listopad 2021 – sonda pro návrat vzorků z Měsíce
  - Vesmírný dalekohled Jamese Webba – 25. prosince
- 2022
  - CAPSTONE – 28. června – družice Měsíce
  -  KPLO – 5. srpna – družice Měsíce
  -  Artemis 1 – 16. listopad – nepilotovaný oblet Měsíce lodí Orion
- 2023
  -  JUICE – 14. duben – mise na oběžnou dráhu Jupiteru a Ganymedu, zkoumat bude také Europu a Callisto
  -  Čandraján-3 – 14. červenec – družice a přistání s vozítkem na Měsíci
  -  Luna 25 – 10. srpen – pokus o přistání na měsíci
  -  Aditya – 2. září – sonda pro průzkum Slunce
  -  SLIM – 6. září – přistání na Měsíci a vozítko
  -  Psyche – 13. říjen – družice planetky Psyche
- 2024
  -  Peregrine Mission One – 18. ledna – pokus o přistání na Měsíci
  -  Intuitive Machines Mission 1 – 15. února – přistání na Měsíci, první soukromá sonda
  -  Čchüe-čchiao 2 – 20. března – družice Měsíce
  -  Čchang-e 6 – 3. května – přistání na Měsíci a vozítko, návrat vzorků z Měsíce
  -  Hera – 7. října – průzkum planetky Didymos
  -  Europa Clipper – 14. října – studium měsíce Europa z oběžné dráhy Jupiteru

## Plánováno
- 2025
  -  EscaPADE – družice Marsu
  -  Artemis II – oblet Měsíce s lidskou posádkou
  -  Gaganyaan 4 – první indická pilotovaná mise na oběžnou dráhu Země
  -  DESTINY+ – průlet okolo skalnaté komety 3200 Phaethon
  -  Tchien-wen-2 – průzkum asteroidu 469219 Kamoʻoalewa a komety 311P/PANSTARRS
  -  Griffin Mission One – přistání na Měsíci
  -  Dream Chaser – start nákladního raketoplánu

- 2026
  -  Artemis III – přistání na jižním pólu Měsíce
  -  Martian Moons eXploration – přistání a návrat vzorků z Phobosu
  -  Čchang-e 7 – přistání na Měsíci a vozítko, návrat vzorků

- 2028
  -   Artemis IV – první vesmírná stanice u Měsíce - Gateway
  -  Dragonfly – přistání na Titanu, rotorové letadlo
  -  Rosalind Franklin – přistání na Marsu a vozítko

- 2029
  -   Comet Interceptor – průzkum dlouhoperiodické komety
- 2030
  -   Artemis V – první mobilní vozidlo na Měsíci, stavba Gateway
  -  Tchien-wen-4 – družice Jupiteru, průlet kolem Uranu

- 2031
  -   Artemis VI – přistání na Měsíci, stavba Gateway
  -  VERITAS – družice Venuše
  -  EnVision – družice Venuše

- 2032
  -   Artemis VII – přistání lidí na Měsíci, dlouhodobá stanice na Měsíci

- 2033
  -   Artemis  VIII – přistání lidí na Měsíci, výstavba stanice

- 2034
  -   Artemis  IX – přistání lidí na Měsíci, výstavba stanice

- 2035
  -   Artemis X – přistání lidí na Měsíci, vozítko, vesmírná stanice
- 2036
  - Artemis XI – přistání lidí na Měsíci , dálkové výlety na lunárním vozítku